# Бахадургарх
Бахадургарх (англ. Bahadurgarh, хинди बहादुरगढ़) — город на севере Индии, в штате Харьяна, входит в состав округа Джаджар.

## История
Город был основан в период правления могольского императора Аламгира II (1754—1759), который передал его в управление белуджским джагирам Бахадур-хану и Тедж-хану. В это же время в городе был возведён форт.

В 1793 году город перешёл под контроль представителей маратхского клана Шинде, а в 1803 году — под контроль англичан.

## География
Город находится в центральной части Харьяны, непосредственно к западу от столицы Индии Нью-Дели, на высоте 205 метров над уровнем моря.

## Демография
По данным официальной переписи 2011 года численность населения города составляла 170 426 человек, из которых мужчины составляли 53,8 %, женщины — соответственно 46,2 %. Уровень грамотности взрослого населения составлял 77,5 %. Уровень грамотности среди мужчин составлял 82,5 %, среди женщин — 71,7 %. 12 % населения составляли дети до 6 лет.

## Транспорт
Сообщение Бахадургарха с другими городами Индии осуществляется посредством железнодорожного (Горакхдхам Экспресс) и автомобильного транспорта. Ближайший аэропорт — Международный аэропорт имени Индиры Ганди.